# Cypermethrin
Cypermethrin je syntetický pyrethroid používaný především jako insekticid. U hmyzu účinkuje jako rychle působící neurotoxin. V půdě a rostlinách se snadno odbourává, při aplikaci na vnitřní inertní povrchy je však účinný po řadu týdnů. Expozice slunečnímu záření, vodě a kyslíku urychluje rozklad.
Podle NPTN je cypermethrin vysoce toxický pro ryby, včely a vodní hmyz.
Cypermethrin je obsažen v mnoha domácích přípravcích k hubení mravenců a švábů.